# Rediff.com
Rediff.com, stilizzato come rediff.com, è un sito web indiano di notizie, informazioni, intrattenimento e shopping. Fondato da Ajit Balakrishnan nel 1996, è stato il primo sito web indiano a diventare un'organizzazione di informazione mainstream. La sua sede centrale è a Mumbai con uffici a Bangalore, Nuova Delhi e New York City.
Le sezioni principali di Rediff sono News, Moneywizz, Portfolio, Rediff Gurus e Mail.

## Storia
Il dominio Rediff.com è stato registrato in India nel 1996. Uno dei primi servizi forniti fu quello di posta elettronica: Rediffmail .
Nel 2001, Rediff.com è stata accusata di aver violato il Securities Act del 1933 per aver presentato un prospetto sostanzialmente falso in relazione a un'IPO delle sue azioni di deposito americane .  Il caso è stato risolto con un accordo nel 2009.
Nell'aprile 2001, Rediff.com ha acquisito il quotidiano India Abroad.
Nel 2007 è stata lanciata Rediff iShare, una piattaforma multimediale. Nel 2010 è stato lanciato Rediffmail NG, un servizio di posta elettronica per piattaforme mobili. Nel 2012, Rediff ha lanciato la sua app Android per Rediff News.
Nell'aprile 2016, la società ha deciso di ritirarsi dal NASDAQ, citando l'elevato costo degli obblighi di rendicontazione, data la sua condizione finanziaria.

## L'era di Infibeam Avenues Limited
Nel 2024, Rediff.com è diventata una sussidiaria di Infibeam Avenues, che ha acquisito una quota del 54,1% in Rediff.com India Ltd. Il fondatore di Infibeam Vishal Mehta è diventato il nuovo presidente e amministratore delegato di Rediff, succedendo ad Ajit Balakrishnan, che aveva guidato l'azienda sin dalla sua fondazione nel 1996.